# Кировское (Алтайский край)
Кировское — село в Алейском районе Алтайского края России, центр Кировского сельсовета.

## География
Посёлок находится в центральной части края.
Климат
резко континентальный. Средняя температура января −17,6ºС, июля — + 20ºС. Годовое количество осадков — 440 мм

## Население
| 1997 | 1998 | 1999 | 2000 | 2001 | 2002 | 2003 | 2004 | 2005 |
| ---- | ---- | ---- | ---- | ---- | ---- | ---- | ---- | ---- |
| 870  | ↘804 | ↘791 | ↗821 | ↘777 | ↘772 | ↘738 | ↘719 | ↘640 |
| 2006 | 2007 | 2008 | 2009 | 2010 | 2011 | 2012 | 2013 |      |
| ↘621 | ↘585 | ↗616 | ↘614 | ↘517 | ↗542 | ↘512 | ↘482 |      |

национальный состав
Согласно результатам переписи 2002 года, в национальной структуре населения русские составляли 92 % от 724 жителей.

## Инфраструктура
В селе работают КГСУСО «Кировский малый дом-интернат» (дом престарелых), МДОУ Кировский детский сад «Теремок», культурно-досуговый центр, Кировская сельская библиотека, ФАП, аптечный пункт, МУП «Кировское», отделение почтовой связи, МКОУ Коммунарская СОШ, филиал Сбербанка.

## Транспорт
Село доступно по дороге общего пользования межмуниципального значения «Алейск — Кировское — Новоникольский — Дубровский» (идентификационный номер 01 ОП МЗ 01Н-0101).